# Сеславски манастир
Сеславският манастир „Свети Николай“ е недействащ български православен манастир.

## Местоположение
Разположен в Софийската планина, над софийския квартал Сеславци. От манастира понастоящем е запазена само черквата и основите на някогашните жилищни сгради.

## История
Възможно е манастирът да е бил основан по време на Второто българско царство, но тогавашният манастир е разрушен по османско време. Основаването на манастира се отнася към средата на XVI век. В началото на XIX в. е бил разрушен от кърджалии и повторно възстановен през 1832 г.
След 9 септември 1944 г. манастирът попада на територията на държавен рудник за добив на уран (изнасян в СССР) и поради ограничения достъп на външни лица бързо запада. След демократичните промени, въпреки заявените намерения от разни институции и организации, манастирът не е възстановен или обитаван, а продължава да се руши. Понастоящем се стопанисва от кметството на с. Сеславци и е затворен за посетители поради риск от вандалски прояви.

## Архитектура
По площ е най-големият християнски храм в района на София от ранния османски период.
Църквата, чието изграждане се отнася към XV – XVI век, е еднокорабна и едноапсидна с полуцилиндрично засводяване и притвор. Открити са 3 живописни пласта, като най-добре запазена е стенописта от 1616 г., от времето на игумена йеромонах Даниил. Възможно е автор на този слой от стенописите да е предвъзрожденският книжовник и зограф йеромонах Пимен Зографски. Стенописта е характерна със сцените от живота и чудесата на Христос, както и от живота на Света Богородица, представени са светци-отшелници Иван Рилски и Йоаким Сарандапорски и старозаветни пророци.
Под жилищната сграда има двуделно скривалище, за което се предполага, че е било свързано със съседната крепост Калето.